# Bredevoort (gemeente)
Bredevoort is een voormalige gemeente in de oostelijke Achterhoek,
De gemeente lag ingeklemd tussen de gemeenten Aalten en Winterswijk. Het gemeentehuis stond aan de Ambthuiswal. De gemeente Bredevoort werd in 1818 opgeheven en bij de Gemeente Aalten gevoegd. De eerste en laatste Burgemeester van de gemeente was Arnoldus Florentinus Roelvink die zijn ambt in de gemeente Aalten voortzette.

## Geschiedenis
De heerlijkheid Bredevoort werd tijdens de Bataafse Revolutie in 1795 onder burgerlijk bestuur gesteld. Anno 1798 werd de heerlijkheid officieel opgeheven. Het Ambt Bredevoort bleef als bestuurlijke eenheid in stand tot de Franse overheersing en werd in de jaren 1811-1812 opgedeeld in de Mairieën Aalten, Bredevoort, Dinxperlo en Winterswijk. De vorming van de gemeente Bredevoort begon met het einde van de Franse bezetting. De Kozakken verdreven de Fransen. Bredevoort en Aalten werden in het jaar 1813 twee zelfstandige gemeenten. Arnoldus Florentinus Roelvink werd aangesteld als burgemeester. Het gebied van de gemeente was erg klein en bestond slechts uit het stadje, dat exact overeenkwam met de oude jurisdictie (rechtsgebieden) van het stadsschependom. De Heerlijkheid was ingedeeld in vier jurisdicties, Aalten, Bredevoort, Dinxperlo, en Winterswijk. De levensvatbaarheid van de gemeente was echter kortstondig. Al in 1818 werd Bredevoort bij de Gemeente Aalten gevoegd. Ook de burgemeester ging mee naar Aalten, Roelvink volgde daar maire Christiaan Casper Stumph op.